# Filetopia
Filetopia è un programma peer-to-peer gratuito per Windows che consente agli utenti di organizzare e condividere file e fornisce anche servizi di chat e messaggistica istantanea. Tutte le comunicazioni sono crittografate, permettendo così di mascherare il contenuto di ciò che viene scambiato o comunicato tra due utenti; diversi sono gli algoritmi di crittografia messi a disposizione, viene utilizzato principalmente AES con una chiave casuale che va da 80 a 512 bit.
Affacciatosi sulla scena del file sharing già prima di Napster, Filetopia ha raggiunto una discreta popolarità pur essendo un prodotto di nicchia; risulta essere il nono client più usato nel 2003 dando ragione dello 0,05% del totale degli utenti mondiali del P2P.

## Lingue in cui è disponibile il programma
Filetopia è disponibile nelle versioni localizzate in inglese, spagnolo, italiano, tedesco; sono disponibili patch per l'internazionalizzazione in francese, finlandese, svedese, polacco.